# Équipe de France de football en 2022
Maillots
Cet article traite de l'année 2022 de l'Équipe de France de football.

## Déroulement de la saison

### Objectifs
L'objectif de cette année 2022 est de réussir ce qu'aucun autre pays n'a réussi à faire depuis le Brésil en 1958 et 1962, à savoir remporter une deuxième Coupe du monde consécutive. Se qualifier pour la deuxième phase finale de Ligue des nations d'affilée (épreuve dont les Bleus sont également les tenants du titre) sera aussi un objectif à atteindre.

### Résumé de la saison
Le début de l'année est un peu compliqué : la France rate la ligue des Nations, n'ayant pas su gagner ni contre le Danemark, ni contre la Croatie.
La liste de joueurs sélectionnés pour la Coupe du monde 2022 est dévoilée le mercredi 9 novembre 2022 par Didier Deschamps lors du Journal de 20 heures de TF1. Elle compte alors 25 joueurs. On note l'absence des milieux de terrain N'Golo Kanté (blessure aux ischio-jambiers) et Paul Pogba (blessure au genou), champions du monde en 2018, contraints de déclarer forfait. La France doit ainsi composer sans son milieu titulaire. On note aussi l'absence de Mike Maignan, blessé également.
Certains habitués des rassemblements des Bleus, tels que Lucas Digne ou Jonathan Clauss ne font pas partie de la sélection pour la coupe du monde. En attaque aussi, la concurrence est rude et des attaquants ayant déjà joués en bleu tels que Dimitri Payet, Alassane Pléa, Wissam Ben Yedder ou Moussa Diaby, ne sont pas non plus sélectionnés. Alban Lafont ou Benoît Costil ne sont pas non plus choisis dans les cages, Alphonse Areola leur étant préféré pour le poste de 3e gardien.
Le 14 novembre, premier jour du rassemblement et date limite pour le dépôt de la liste définitive auprès de la FIFA, Deschamps appelle en renfort un 26e et dernier joueur, Marcus Thuram, qui vient ainsi compléter l'effectif. En outre, le même jour, Axel Disasi est appelé pour remplacer Presnel Kimpembe, forfait. Le 15 novembre, veille du départ pour le Qatar, la Fédération française de football annonce le forfait de Christopher Nkunku, victime d'une entorse au genou gauche après un choc reçu à l'entraînement. Son remplaçant, Randal Kolo Muani, rejoint la sélection au Qatar le 17 novembre. La veille du début de la compétition, Karim Benzema, ballon d'or 2022, déclare lui aussi forfait à la suite d'une déchirure à la cuisse gauche. Ce dernier n'est pas remplacé, la liste définitive est donc composée de 25 joueurs, mais Karim Benzema continue à faire partie de la liste officielle enregistrée auprès de la FIFA. Le 22 novembre à la 9e minute du premier match de la France, sur l'action où l'Australie ouvre le score, (la France s'imposera 4-1), Lucas Hernandez prend un mauvais appui et se blesse sévèrement au genou droit ; il doit quitter le terrain et est forfait pour le reste de la compétition.
Les Français réalisent une bonne coupe du monde en arrivant en finale. Antoine Griezmann s'impose dans un nouveau rôle de milieu créateur. Olivier Giroud est le 3e meilleur buteur de la compétition et obtient le soulier de bronze, juste derrière Lionel Messi et Kylian Mbappé, meilleur buteur de la coupe et auteur d'un triplé en finale (plus un tir au but réussi). Plusieurs jeunes joueurs sont amenés à jouer un rôle majeur avec succès, tels que Randal Kolo Muani, Théo Hernandez ou Dayot Upamecano.

### Effectif et statistiques
Cette année voit la première sélection de Youssouf Fofana, William Saliba, Ibrahima Konaté, Randal Kolo Muani, Axel Disasi, Benoît Badiashile, Boubacar Kamara et Adrien Truffert. C'est également la première convocation, sans entrer en jeu, d'Alban Lafont.
Les joueurs ayant le plus de temps de jeu sont Aurélien Tchouaméni (1 152 minutes), qui a joué tous les matchs sauf un et qui profite de la blessure de Paul Pogba, suivi par les attaquants Kylian Mbappé (1 130 minutes) et Antoine Griezmann (1 120 minutes). Antoine Griezmann est le seul joueur à jouer tous les matchs de l'année.
Kylian Mbappé est le meilleur buteur de l'année avec 12 buts en 13 matchs joués; Olivier Giroud est le second meilleur buteur avec 7 buts en 10 matchs. Adrien Rabiot et Aurélien Tchouaméni suivent avec deux buts chacun.
Cette année voir la fin en bleu de plusieurs joueurs clefs qui décident de prendre leur retraite internationale. Tout d'abord Hugo Lloris, joueur le plus capé de l'histoire de l'équipe de France avec 145 sélections, dans l'équipe depuis 2008, gardien titulaire depuis 2009, capitaine depuis 2010. Steve Mandanda, dans l'équipe depuis 2008 également, 35 matchs joués, joker de Lloris, tire également sa révérence. Raphaël Varane, 93 sélections, dans l'équipe depuis 2013, patron de la défense depuis 2018 et le forfait de Laurent Koscielny, vice-capitaine depuis 2014, décide également d'arrêter sa carrière internationale. Karim Benzema, ballon d'or mais avec une histoire en bleu plus compliquée, joueur qui était en activité avec l'équipe depuis 2007 soit le plus longtemps, arrête également sa carrière internationale après 97 sélections.

## Résultats détaillés
| Match amical                                       | France | 2 - 1   | Côte d'Ivoire |                                                                              |                                                                              |
| 25 mars 2022 · 21 h 15 · Historique des rencontres | 22e Giroud (T.Hernandez ) · 90+3e Tchouaméni (Guendouzi ) | (1 - 1) | 19e Pépé | Orange Vélodrome, Marseille Spectateurs : 62 510 Arbitrage : Victor Ferreira | Orange Vélodrome, Marseille Spectateurs : 62 510 Arbitrage : Victor Ferreira |
| 25 mars 2022 · 21 h 15 · Historique des rencontres | Lloris - L.Hernandez, Varane (Saliba, 59e), Koundé - T.Hernandez, Pogba (Rabiot, 88e), Tchouaméni, Coman (Clauss, 88e) - Griezmann (Guendouzi, 75e), Nkunku (Ben Yedder, 75e), Giroud | Équipes | B.Sangaré - Aurier , Bailly (Kossounou, 68e), Boly, Konan - I.Sangaré (Akouokou, 76e), Seri, Kessié - Pépé (Cornet, 84e), Zaha (Gradel, 83e), Haller (Konaté, 86e) | Orange Vélodrome, Marseille Spectateurs : 62 510 Arbitrage : Victor Ferreira | Orange Vélodrome, Marseille Spectateurs : 62 510 Arbitrage : Victor Ferreira |

| Match amical                                       | France | 5 - 0   | Afrique du Sud |                                                                            |                                                                            |
| 29 mars 2022 · 21 h 15 · Historique des rencontres | 23e Mbappé (Griezmann ) · 33e Giroud (Griezmann ) · 76e (pen.) Mbappé · 81e Ben Yedder (Pogba ) · 90+2e Guendouzi (Mbappé )                                                            | (2 - 0) | | Stade Pierre Mauroy, Lille Spectateurs : 48 120 Arbitrage : Sandro Schärer | Stade Pierre Mauroy, Lille Spectateurs : 48 120 Arbitrage : Sandro Schärer |
| 29 mars 2022 · 21 h 15 · Historique des rencontres | Maignan - Saliba, Varane (Koundé, 80e), Kimpembe - Digne, Rabiot (Guendouzi, 79e), Kanté (Pogba, 65e), Clauss (Nkunku, 88e) - Griezmann (Diaby, 65e), Mbappé, Giroud (Ben Yedder, 65e) | Équipes | Williams - Mobbie (Shandu, 80e), Xulu, Sibisi, L.Lakay - Mokoena (Mokoena, 46e), Mvala, Monare - F.Lakay (Mudau, 46e), Hlongwane (Dolly, 65e), Foster (Makgopa, 72e) | Stade Pierre Mauroy, Lille Spectateurs : 48 120 Arbitrage : Sandro Schärer | Stade Pierre Mauroy, Lille Spectateurs : 48 120 Arbitrage : Sandro Schärer |

| Ligue des nations                                 | France | 1 - 2   | Danemark |                                                                            |                                                                            |
| 3 juin 2022 · 20 h 45 · Historique des rencontres | 51e Benzema | (0 - 0) | 68e Cornelius (Højbjerg ) · 88e Cornelius (Mæhle ) | Stade de France, Saint-Denis Spectateurs : 75 833 Arbitrage : Felix Zwayer | Stade de France, Saint-Denis Spectateurs : 75 833 Arbitrage : Felix Zwayer |
| 3 juin 2022 · 20 h 45 · Historique des rencontres | Lloris - L.Hernandez, Varane (Saliba, 61e), Koundé (Diaby, 90e) - T.Hernandez, Tchouaméni, Kanté, Coman (Clauss, 90e) - Griezmann (Rabiot, 78e), Mbappé (Nkunku, 46e), Benzema | Équipes | Schmeichel - Andersen, Nelsson, Vestergaard (Nissen, 60e), Mæhle - Højbjerg, Delaney (Jensen, 85e) - Wass (Damsgaard, 60e), Eriksen, Skov Olsen (Braithwaite, 84e) - Dolberg (Cornelius, 59e) | Stade de France, Saint-Denis Spectateurs : 75 833 Arbitrage : Felix Zwayer | Stade de France, Saint-Denis Spectateurs : 75 833 Arbitrage : Felix Zwayer |

| Ligue des nations                                 | Croatie | 1 - 1   | France |                                                                     |                                                                     |
| 6 juin 2022 · 20 h 45 · Historique des rencontres | 83e (pen.) Kramarić | (0 - 0) | 52e Rabiot (Ben Yedder ) | Stade de Poljud, Split Spectateurs : 33 869 Arbitrage : Marco Guida | Stade de Poljud, Split Spectateurs : 33 869 Arbitrage : Marco Guida |
| 6 juin 2022 · 20 h 45 · Historique des rencontres | Livaković - Juranović, Erlić, Vida, Barišić - Modrić (Sučić, 79e), Brozović, Kovačić (Vlašić, 79e) - Majer (Pašalić, 63e), Brekalo (Oršić, 63e), Budimir (Kramarić, 69e) | Équipes | Maignan - Pavard, Saliba, Kimpembe , Digne - Diaby (Clauss, 79e), Tchouaméni (Kamara, 62e), Guendouzi, Rabiot - Nkunku, Ben Yedder (Griezmann, 62e) | Stade de Poljud, Split Spectateurs : 33 869 Arbitrage : Marco Guida | Stade de Poljud, Split Spectateurs : 33 869 Arbitrage : Marco Guida |

| Ligue des nations                                  | Autriche | 1 - 1   | France |                                                                                     |                                                                                     |
| 10 juin 2022 · 20 h 45 · Historique des rencontres | 37e Weimann | (1 - 0) | 83e Mbappé (Nkunku ) | Stade Ernst-Happel, Vienne Spectateurs : 44 800 Arbitrage : Anastasios Sidiropoulos | Stade Ernst-Happel, Vienne Spectateurs : 44 800 Arbitrage : Anastasios Sidiropoulos |
| 10 juin 2022 · 20 h 45 · Historique des rencontres | Pentz - Lainer (Lazaro, 55e), Trauner, Alaba (Danso, 69e), Wöber - Laimer, Schlager, Seiwald, Sabitzer - Weimann (Gregoritsch, 64e), Arnautović (Onisiwo, 64e) | Équipes | Lloris - Pavard, Saliba, Konaté, T.Hernandez - Kamara, Tchouaméni (Guendouzi, 63e) - Griezmann (Mbappé, 63e), Diaby, Coman (Nkunku, 79e) - Benzema | Stade Ernst-Happel, Vienne Spectateurs : 44 800 Arbitrage : Anastasios Sidiropoulos | Stade Ernst-Happel, Vienne Spectateurs : 44 800 Arbitrage : Anastasios Sidiropoulos |

| Ligue des nations                                  | France | 0 - 1   | Croatie |                                                                             |                                                                             |
| 13 juin 2022 · 20 h 45 · Historique des rencontres | | (0 - 1) | 5e (pen.) Modrić | Stade de France, Saint-Denis Spectateurs : 77 410 Arbitrage : Orel Grinfeld | Stade de France, Saint-Denis Spectateurs : 77 410 Arbitrage : Orel Grinfeld |
| 13 juin 2022 · 20 h 45 · Historique des rencontres | Maignan - Koundé (Pavard, 46e), Konaté, Kimpembe , Digne - Guendouzi (Griezmann, 80e), Kamara (Tchouaméni, 46e), Rabiot - Nkunku (Coman, 72e), Mbappé, Benzema | Équipes | Ivušić - Stanišić, Erlić, Šutalo, Juranović - Modrić , Brozović, Kovačić (Sučić, 90e) - Pašalić (Majer, 65e), Brekalo (Vlašić, 72e), Budimir (Kramarić, 72e) | Stade de France, Saint-Denis Spectateurs : 77 410 Arbitrage : Orel Grinfeld | Stade de France, Saint-Denis Spectateurs : 77 410 Arbitrage : Orel Grinfeld |

| Ligue des nations                                       | France | 2 - 0   | Autriche |                                                                              |                                                                              |
| 22 septembre 2022 · 20 h 45 · Historique des rencontres | 56e Mbappé (Giroud ) · 65e Giroud (Griezmann ) | (0 - 0) | | Stade de France, Saint-Denis Spectateurs : 66 183 Arbitrage : Andreas Ekberg | Stade de France, Saint-Denis Spectateurs : 66 183 Arbitrage : Andreas Ekberg |
| 22 septembre 2022 · 20 h 45 · Historique des rencontres | Maignan (Areola, 46e) - Koundé (Saliba, 23e), Varane , Badiashile - Clauss, Tchouaméni, Fofana, Mendy - Griezmann (Dembélé, 79e) - Giroud (Nkunku, 78e), Mbappé (Kolo Muani, 90e) | Équipes | Pentz - Trimmel, Lienhart, Alaba (Posch, 69e), Wöber - Sabitzer (Schmid, 69e), Schlager, Seiwald, Weimann (Ljubičić, 50e) - Arnautović (Gregoritsch, 64e), Onisiwo (Baumgartner, 64e) | Stade de France, Saint-Denis Spectateurs : 66 183 Arbitrage : Andreas Ekberg | Stade de France, Saint-Denis Spectateurs : 66 183 Arbitrage : Andreas Ekberg |

| Ligue des nations                                       | Danemark | 2 - 0   | France |                                                                           |                                                                           |
| 25 septembre 2022 · 20 h 45 · Historique des rencontres | 34e Dolberg (Damsgaard ) · 39e Olsen (Delaney ) | (2 - 0) | | Parken Stadium, Copenhague Spectateurs : 36 064 Arbitrage : István Kovács | Parken Stadium, Copenhague Spectateurs : 36 064 Arbitrage : István Kovács |
| 25 septembre 2022 · 20 h 45 · Historique des rencontres | Schmeichel - Kristensen, Andersen, Christensen (Bah, 90e), Mæhle - Eriksen, Højbjerg, Delaney (Kjær, 72e) - Olsen (Braithwaite, 72e), Dolberg (Højlund, 60e), Damsgaard (Lindstrøm, 60e) | Équipes | Areola - Saliba (Clauss, 46e), Upamecano, Badiashile - Pavard, Tchouaméni, Camavinga (Fofana, 46e), Mendy (Truffert, 65e) - Griezmann (Kolo Muani, 81e) - Giroud (Nkunku, 65e), Mbappé | Parken Stadium, Copenhague Spectateurs : 36 064 Arbitrage : István Kovács | Parken Stadium, Copenhague Spectateurs : 36 064 Arbitrage : István Kovács |

| Coupe du monde 2022                                    | France | 4 - 1   | Australie |                                                                          |                                                                          |
| 22 novembre 2022 · 20 h 00 · Historique des rencontres | 27e Rabiot (T. Hernandez ) · 32e Giroud (Rabiot ) · 68e Mbappé (Dembélé ) · 71e Giroud (Mbappé )                                                                                      | (2 - 1) | 9e Goodwin (Atkinson ) | Stade Al-Janoub, Al Wakrah Spectateurs : 40 875 Arbitrage : Victor Gomes | Stade Al-Janoub, Al Wakrah Spectateurs : 40 875 Arbitrage : Victor Gomes |
| 22 novembre 2022 · 20 h 00 · Historique des rencontres | Lloris - L.Hernandez (T. Hernandez, 13e), Upamecano, Konaté, Pavard (Koundé, 89e) - Tchouaméni (Fofana, 77e), Rabiot - Griezmann, Mbappé, Dembélé (Coman, 77e) - Giroud (Thuram, 89e) | Équipes | Ryan - Behich, Rowles, Souttar, Atkinson (Degenek, 85e) - Mooy, Irvine (Baccus, 85e), McGree (Mabil, 73e) - Goodwin (Kuol, 73e), Duke (Cummings, 56e), Leckie | Stade Al-Janoub, Al Wakrah Spectateurs : 40 875 Arbitrage : Victor Gomes | Stade Al-Janoub, Al Wakrah Spectateurs : 40 875 Arbitrage : Victor Gomes |

| Coupe du monde 2022                                    | France | 2 - 1   | Danemark |                                                                   |                                                                   |
| 26 novembre 2022 · 17 h 00 · Historique des rencontres | 61e Mbappé (T. Hernandez ) · 86e Mbappé (Griezmann ) | (0 - 0) | 68e Christensen (Andersen ) | Stade 974, Doha Spectateurs : 42 860 Arbitrage : Szymon Marciniak | Stade 974, Doha Spectateurs : 42 860 Arbitrage : Szymon Marciniak |
| 26 novembre 2022 · 17 h 00 · Historique des rencontres | Lloris - T. Hernandez, Upamecano, Varane (Konaté, 75e), Koundé - Tchouaméni, Rabiot - Griezmann (Fofana, 90e), Mbappé, Dembélé (Coman, 75e) - Giroud (Thuram, 63e) | Équipes | Schmeichel - Nelsson, Christensen, Andersen - Mæhle, Eriksen, Højbjerg, Kristensen (Bah, 90e) - Damsgaard (Dolberg, 73e), Cornelius (Braithwaite, 46e), Lindstrøm (Nørgaard, 85e) | Stade 974, Doha Spectateurs : 42 860 Arbitrage : Szymon Marciniak | Stade 974, Doha Spectateurs : 42 860 Arbitrage : Szymon Marciniak |

| Coupe du monde 2022                                    | Tunisie | 1 - 0   | France |                                                                                 |                                                                                 |
| 30 novembre 2022 · 16 h 00 · Historique des rencontres | 58e Khazri (Laïdouni ) | (0 - 0) | | Stade Education City, Al Rayyan Spectateurs : 42 860 Arbitrage : Matthew Conger | Stade Education City, Al Rayyan Spectateurs : 42 860 Arbitrage : Matthew Conger |
| 30 novembre 2022 · 16 h 00 · Historique des rencontres | Dahmen - Talbi, Meriah, Ghandri - Maaloul, Laïdouni, Skhiri, Kechrida - Ben Romdhane (Chaalali, 74e), Khazri (Jebali, 60e), Slimane (Abdi, 83e) | Équipes | Mandanda - Camavinga, Varane (Saliba, 63e), Konaté, Disasi - Fofana (Griezmann, 73e), Tchouaméni - Veretout (Mbappé, 63e), Coman (Rabiot, 63e), Guendouzi (Dembélé, 79e) - Kolo Muani | Stade Education City, Al Rayyan Spectateurs : 42 860 Arbitrage : Matthew Conger | Stade Education City, Al Rayyan Spectateurs : 42 860 Arbitrage : Matthew Conger |

| Coupe du monde 2022 – ⅛ de finale                     | France | 3 - 1   | Pologne |                                                                          |                                                                          |
| 4 décembre 2022 · 16 h 00 · Historique des rencontres | 44e Giroud (Mbappé ) · 74e Mbappé (Dembélé ) · 90+1e Mbappé (Thuram )                                                                                              | (1 - 0) | 90+9e (pen.) Lewandowski | Stade Al-Thumama, Doha Spectateurs : 40 989 Arbitrage : Jesús Valenzuela | Stade Al-Thumama, Doha Spectateurs : 40 989 Arbitrage : Jesús Valenzuela |
| 4 décembre 2022 · 16 h 00 · Historique des rencontres | Lloris - T. Hernandez, Upamecano, Varane, Koundé (Disasi, 90e) - Tchouaméni (Fofana, 66e), Rabiot - Griezmann, Mbappé, Dembélé (Coman, 76e) - Giroud (Thuram, 76e) | Équipes | Szczęsny - Bereszyński, Kiwior (Bednarek, 87e), Glik, Cash - Krychowiak (Bielik, 71e), Frankowski (Grosicki, 87e), Szymański (Milik, 64e), Zieliński, Kamiński (Zalewski, 71e) - Lewandowski | Stade Al-Thumama, Doha Spectateurs : 40 989 Arbitrage : Jesús Valenzuela | Stade Al-Thumama, Doha Spectateurs : 40 989 Arbitrage : Jesús Valenzuela |

| Coupe du monde 2022 – ¼ de finale                      | Angleterre | 1 - 2   | France |                                                                        |                                                                        |
| 10 décembre 2022 · 20 h 00 · Historique des rencontres | 54e (pen.) Kane | (0 - 1) | 17e Tchouaméni (Griezmann ) · 78e Giroud (Griezmann )                                                                    | Stade Al-Bayt, Al-Khor Spectateurs : 68 895 Arbitrage : Wilton Sampaio | Stade Al-Bayt, Al-Khor Spectateurs : 68 895 Arbitrage : Wilton Sampaio |
| 10 décembre 2022 · 20 h 00 · Historique des rencontres | Pickford - Shaw, Maguire, Stones (Grealish, 90e), Walker - Rice, Bellingham, Henderson (Mount, 79e) - Foden (Rashford, 85e), Kane , Saka (Sterling, 79e) | Équipes | Lloris - T. Hernandez, Upamecano, Varane, Koundé - Tchouaméni, Rabiot - Griezmann, Mbappé, Dembélé (Coman, 79e) - Giroud | Stade Al-Bayt, Al-Khor Spectateurs : 68 895 Arbitrage : Wilton Sampaio | Stade Al-Bayt, Al-Khor Spectateurs : 68 895 Arbitrage : Wilton Sampaio |

| Coupe du monde 2022 – ½ finale                         | France | 2 - 0   | Maroc |                                                                            |                                                                            |
| 14 décembre 2022 · 20 h 00 · Historique des rencontres | 5e T.Hernandez · 79e Kolo Muani | (1 - 0) | | Stade Al-Bayt, Al-Khor Spectateurs : 68 294 Arbitrage : César Arturo Ramos | Stade Al-Bayt, Al-Khor Spectateurs : 68 294 Arbitrage : César Arturo Ramos |
| 14 décembre 2022 · 20 h 00 · Historique des rencontres | Lloris - T. Hernandez, Konaté, Varane, Koundé - Tchouaméni, Fofana - Griezmann, Mbappé, Dembélé (Kolo Muani, 78e) - Giroud (Thuram, 65e) | Équipes | Bounou - Mazraoui (Attiatallah, 46e), El Yamiq, Saïss (Amallah, 21e puis Abde, 78e), Dari, Hakimi - Boufal (Aboukhlal, 66e), Amrabat, Ounahi, Ziyech - En-Nesyri (Hamdallah, 66e) | Stade Al-Bayt, Al-Khor Spectateurs : 68 294 Arbitrage : César Arturo Ramos | Stade Al-Bayt, Al-Khor Spectateurs : 68 294 Arbitrage : César Arturo Ramos |

| Coupe du monde 2022 – Finale                           | Argentine | 3 - 3 4 - 2 t. a. b.  | France |                                                                           |                                                                           |
| 18 décembre 2022 · 16 h 00 · Historique des rencontres | 23e (pen.) Messi · 36e Di María (Mac Allister ) · 108e Messi | (2 - 0, 2 - 2, 2 - 2) | 80e (pen.) Mbappé · 82e Mbappé (Thuram ) · 118e (pen.) Mbappé | Stade de Lusail, Lusail Spectateurs : 88 966 Arbitrage : Szymon Marciniak | Stade de Lusail, Lusail Spectateurs : 88 966 Arbitrage : Szymon Marciniak |
| 18 décembre 2022 · 16 h 00 · Historique des rencontres | Messi · Dybala · Paredes · Montiel | Tirs au but 4 - 2     | Mbappé · Coman · Tchouaméni · Kolo Muani · | Stade de Lusail, Lusail Spectateurs : 88 966 Arbitrage : Szymon Marciniak | Stade de Lusail, Lusail Spectateurs : 88 966 Arbitrage : Szymon Marciniak |
| 18 décembre 2022 · 16 h 00 · Historique des rencontres | Martínez - Tagliafico (Dybala, 120e), Otamendi, Romero, Molina (Montiel, 90e) - Mac Allister (Pezzella, 116e), Fernández, De Paul (Paredes, 102e) - Di María (Acuña, 64e), Álvarez (Martínez, 103e), Messi | Équipes               | Lloris - T. Hernandez (Camavinga, 71e), Upamecano, Varane (Konaté, 113e), Koundé (Disasi, 120e) - Tchouaméni, Rabiot (Fofana, 96e) - Griezmann (Coman, 71e), Mbappé, Dembélé (Kolo Muani, 41e) - Giroud (Thuram, 41e) | Stade de Lusail, Lusail Spectateurs : 88 966 Arbitrage : Szymon Marciniak | Stade de Lusail, Lusail Spectateurs : 88 966 Arbitrage : Szymon Marciniak |

## Statistiques

### Temps de jeu des joueurs
| Joueurs             |                 |                 |                 |                 |                 |                 |                 |                 |                 |                 |                 |                  |                 |                 |                        | Total           |
| Gardiens de but     | Gardiens de but | Gardiens de but | Gardiens de but | Gardiens de but | Gardiens de but | Gardiens de but | Gardiens de but | Gardiens de but | Gardiens de but | Gardiens de but | Gardiens de but | Gardiens de but  | Gardiens de but | Gardiens de but | Gardiens de but        | Gardiens de but |
| ------------------- | --------------- | --------------- | --------------- | --------------- | --------------- | --------------- | --------------- | --------------- | --------------- | --------------- | --------------- | ---------------- | --------------- | --------------- | ---------------------- | --------------- |
| Hugo Lloris         | 90              | r               | 90              | r               | 90              | r               |                 |                 | 90              | 90              | r               | 90               | 90              | 90              | 120                    | 840             |
| Mike Maignan        | r               | 90              | r               | 90              | r               | 90              | 46e             |                 |                 |                 |                 |                  |                 |                 |                        | 316             |
| Alphonse Areola     | r               | r               | r               | r               | r               | r               | 46e             | 90              | r               | r               | r               | r                | r               | r               | r                      | 134             |
| Steve Mandanda      |                 |                 |                 |                 |                 |                 |                 | r               | r               | r               | 90              | r                | r               | r               | r                      | 90              |
| Alban Lafont        |                 |                 |                 |                 |                 |                 | r               | r               |                 |                 |                 |                  |                 |                 |                        | 0               |
| Défenseurs          |                 |                 |                 |                 |                 |                 |                 |                 |                 |                 |                 |                  |                 |                 |                        |                 |
| Raphaël Varane      | 59e             | 80e             | 61e             |                 |                 |                 | 90              | r               | r               | 75e             | 63e             | 90               | 90              | 90              | 113e                   | 811             |
| Théo Hernandez      | 90              | r               | 90              | r               | 90              | r               |                 |                 | 13e             | 90              | r               | 90               | 90 · 82e        | 90 · 5e         | 71e                    | 778             |
| Jules Koundé        | 90              | 80e             | 90e             | r               | r               | 46e             | 23e             | r               | 89e             | 90 · 43e        | r               | 90+2e            | 90              | 90              | 120+1e                 | 743             |
| Dayot Upamecano     |                 |                 |                 |                 |                 |                 | r               | 90              | 90              | 90              | r               | 90               | 90              | r               | 120                    | 570             |
| Ibrahima Konaté     |                 |                 |                 | r               | 90              | 90              |                 |                 | 90              | 75e             | 90              | r                | r               | 90              | 113e                   | 472             |
| William Saliba      | 59e             | 90              | 61e             | 90              | 90              | r               | 23e             | 46e             | r               | r               | 63e             | r                | r               | r               | r                      | 470             |
| Benjamin Pavard     |                 |                 | r               | 90              | 90              | 46e             | r               | 90              | 89e             | r               | r               | r                | r               | r               | r                      | 403             |
| Lucas Digne         | r               | 90              | r               | 90              | r               | 90              |                 |                 |                 |                 |                 |                  |                 |                 |                        | 270             |
| Presnel Kimpembe    | r               | 90              | r               | 90 · 85e        | r               | 90              |                 |                 |                 |                 |                 |                  |                 |                 |                        | 270             |
| Lucas Hernandez     | 90              | r               | 90              | r               | r               |                 |                 |                 | 13e             |                 |                 |                  |                 |                 |                        | 193             |
| Benoît Badiashile   |                 |                 |                 |                 |                 |                 | 90              | 90              |                 |                 |                 |                  |                 |                 |                        | 180             |
| Ferland Mendy       |                 |                 |                 |                 |                 |                 | 90              | 65e             |                 |                 |                 |                  |                 |                 |                        | 155             |
| Jonathan Clauss     | 88e             | 88e             | 90e             | 79e             | r               | r               | 90              | 46e             |                 |                 |                 |                  |                 |                 |                        | 148             |
| Axel Disasi         |                 |                 |                 |                 |                 |                 |                 |                 | r               | r               | 90              | 90+2e            | r               | r               | 120+1e                 | 92              |
| Adrien Truffert     |                 |                 |                 |                 |                 |                 | r               | 65e             |                 |                 |                 |                  |                 |                 |                        | 25              |
| Milieux de terrain  |                 |                 |                 |                 |                 |                 |                 |                 |                 |                 |                 |                  |                 |                 |                        |                 |
| Aurélien Tchouameni | 90 · 90+3e      | r               | 90              | 62e             | 63e             | 46e             | 90              | 90              | 77e             | 90              | 90              | 66e · 31e        | 90 · 17e        | 90              | 120                    | 1152            |
| Adrien Rabiot       | 88e             | 79e · 67e       | 78e             | 90 · 52e        | r               | 90 · 67e        |                 |                 | 90 · 27e        | 90              | 63e             | 90               | 90              |                 | 96e · 55e              | 756             |
| Mattéo Guendouzi    | 75e             | 79e · 90+2e     | r               | 90              | 63e             | 80e · 18e       | r               | r               | r               | r               | 79e             | r                | r               | r               | r                      | 302             |
| Boubacar Kamara     |                 |                 |                 | 62e             | 90              | 46e             |                 |                 |                 |                 |                 |                  |                 |                 |                        | 164             |
| N'Golo Kanté        |                 | 65e             | 90              |                 |                 |                 |                 |                 |                 |                 |                 |                  |                 |                 |                        | 155             |
| Eduardo Camavinga   |                 |                 |                 |                 |                 |                 | r               | 46e             | r               | r               | 90              | r                | r               | r               | 71e                    | 155             |
| Paul Pogba          | 88e             | 65e             |                 |                 |                 |                 |                 |                 |                 |                 |                 |                  |                 |                 |                        | 113             |
| Youssouf Fofana     |                 |                 |                 |                 |                 |                 | 90              | 46e             | 77e             | 90+3e           | 73e             | 66e              | r               | 90              | 96e                    | 105             |
| Jordan Veretout     |                 |                 |                 |                 |                 |                 | r               | r               | r               | r               | 63e             | r                | r               | r               | r                      | 63              |
| Attaquants          |                 |                 |                 |                 |                 |                 |                 |                 |                 |                 |                 |                  |                 |                 |                        |                 |
| Kylian Mbappé       | r               | 90 · 23e · 76e  | 46e             | r               | 63e · 83e       | 90              | 90e · 56e       | 90              | 90 · 68e        | 90 · 61e · 86e  | 63e             | 90 · 74e · 90+1e | 90              | 90              | 120 · 80e · 82e · 118e | 1030            |
| Antoine Griezmann   | 75e             | 65e             | 78e             | 62e             | 63e             | 80e             | 79e             | 81e             | 90              | 90+3e           | 73e             | 90               | 90 · 43e        | 90              | 71e                    | 1020            |
| Olivier Giroud      | 90 · 22e        | 65e · 33e       |                 |                 |                 |                 | 78e · 65e       | 65e             | 89e · 32e · 71e | 63e             | r               | 76e · 44e        | 90 · 78e        | 65e             | 41e · 90+5e            | 722             |
| Ousmane Dembélé     |                 |                 |                 |                 |                 |                 | 79e             | r               | 77e             | 75e             | 79e             | 76e              | 79e · 47e       | 78e             | 41e                    | 448             |
| Kingsley Coman      | 88e             | r               | 90e             | r               | 79e             | 72e             |                 |                 | 77e             | 75e             | 63e             | 76e              | 79e             | r               | 71e                    | 418             |
| Christopher Nkunku  | 75e             | 88e             | 46e             | 90              | 79e             | 72e             | 78e             | 65e             |                 |                 |                 |                  |                 |                 |                        | 331             |
| Karim Benzema       |                 |                 | 90 · 51e        | r               | 90              | 90              |                 |                 |                 |                 |                 |                  |                 |                 |                        | 270             |
| Marcus Thuram       |                 |                 |                 |                 |                 |                 |                 |                 | 89e             | 63e             |                 | 76e              | r               | 65e             | 41e · 87e              | 229             |
| Moussa Diaby        | r               | 65e             | 90e             | 79e             | 90              | r               |                 |                 |                 |                 |                 |                  |                 |                 |                        | 195             |
| Wissam Ben Yedder   | 75e             | 65e · 81e       | r               | 62e             | r               | r               |                 |                 |                 |                 |                 |                  |                 |                 |                        | 162             |
| Randal Kolo Muani   |                 |                 |                 |                 |                 |                 | 90e             | 81e             | r               | r               | 90              | r                | r               | 78e · 79e       | 41e                    | 161             |

Un « r » indique un joueur qui était dans les remplaçants mais qui n'est pas entré en jeu.

### Buteurs
12 buts             
- Kylian Mbappé (  Afrique du Sud x2,  Autriche,  Autriche,  Australie,  Danemark x2,  Pologne x2,  Argentine x3)

7 buts        
- Olivier Giroud ( République d'Irlande,  Afrique du Sud,  Autriche,  Australie x2,  Pologne,  Angleterre)

2 buts   
- Adrien Rabiot ( Croatie,  Australie)
- Aurélien Tchouaméni ( République d'Irlande,  Angleterre)

1 but  
- Mattéo Guendouzi ( Afrique du Sud)
- Théo Hernandez ( Maroc)
- Randal Kolo Muani ( Maroc)
- Wissam Ben Yedder ( Afrique du Sud)
- Karim Benzema ( Danemark)

## Aspects socio-économiques

### Audiences télévisuelles
| Jour de diffusion | Match                   | Compétition                       | Diffuseur | Téléspectateurs | Part d'audience | Référence |
| ----------------- | ----------------------- | --------------------------------- | --------- | --------------- | --------------- | --------- |
| 25 mars 2022      | France – Côte d'Ivoire  | Amical                            | M6        | 4 938 000       | 26,3 %          | [ 16 ]    |
| 29 mars 2022      | France – Afrique du Sud | Amical                            | TF1       | 5 750 000       | 26,9 %          | [ 17 ]    |
| 3 juin 2022       | France – Danemark       | Ligue des nations (Groupe 1)      | M6        | 5 463 000       | 28,3 %          | [ 18 ]    |
| 6 juin 2022       | Croatie – France        | Ligue des nations (Groupe 1)      | M6        | 5 548 000       | 25,4 %          | [ 19 ]    |
| 10 juin 2022      | Autriche – France       | Ligue des nations (Groupe 1)      | TF1       | 5 881 000       | 29,6 %          | [ 20 ]    |
| 13 juin 2022      | France – Croatie        | Ligue des nations (Groupe 1)      | TF1       | 6 383 000       | 29,4 %          | [ 21 ]    |
| 22 septembre 2022 | France – Autriche       | Ligue des nations (Groupe 1)      | M6        | 5 197 000       | 24,2 %          | [ 22 ]    |
| 25 septembre 2022 | Danemark – France       | Ligue des nations (Groupe 1)      | TF1       | 5 912 000       | 25,6 %          | [ 23 ]    |
| 22 novembre 2022  | France – Australie      | Coupe du monde 2022 (Groupe D)    | TF1       | 12 532 000      | 48,1 %          | [ 24 ]    |
| 26 novembre 2022  | France – Danemark       | Coupe du monde 2022 (Groupe D)    | TF1       | 11 590 000      | 62,8 %          |           |
| 30 novembre 2022  | Tunisie – France        | Coupe du monde 2022 (Groupe D)    | TF1       | 8 838 000       | 61,7 %          | [ 25 ]    |
| 4 décembre 2022   | France – Pologne        | Coupe du monde 2022 (⅛ de finale) | TF1       | 14 324 000      | 68,9 %          | [ 26 ]    |
| 10 décembre 2022  | Angleterre – France     | Coupe du monde 2022 (¼ de finale) | TF1       | 17 752 000      | 62,8 %          | [ 27 ]    |
| 14 décembre 2022  | France – Maroc          | Coupe du monde 2022 (½ finale)    | TF1       | 20 694 000      | 66,4 %          | [ 28 ]    |
| 18 décembre 2022  | Argentine – France      | Coupe du monde 2022 (Finale)      | TF1       | 23 573 000      | 80,3 %          |           |